# Jordi Tixier
Jordi Tixier (2 novembre 1992) è un pilota motociclistico francese.

## Carriera

### Gli inizi
Già campione mondiale FIM125cm3, europeo EMX125cm3, nonché francese nella categoria Juniores nel 2010, Jordi esordisce nel Campionato Mondiale nella stagione 2011 dimostrando da subito una delle sue migliori qualità: la costanza. Nella sua stagione da rookie chiuderà con un incoraggiante 13º finale. Nell'anno successivo continua la sua costante crescita e si insedia stabilmente nelle prime dieci posizioni, in questa stagione arriva anche il suo primo podio nel GP di Lettonia. Chiuderà la stagione al 5º posto finale. Il suo compagno di Team Jeffrey Herlings nello stesso anno conquista il suo 1º titolo MX2.

### Stagione 2013
In questa stagione inanella una serie di podi che a fine stagione lo proiettano al secondo posto del mondiale, dietro tuttavia all'inarrivabile compagno di squadra Jeffrey Herlings che si conferma Campione del Mondo per la seconda volta consecutiva.
Viene inoltre selezionato al termine della stagione nel Team France per partecipare al Motocross delle Nazioni 2013, dove, con i compagni Gautier Paulin e Christophe Charlier non riuscirà ad andare oltre un modesto 5º posto. Da parte sua contribuisce con due 12 posti alla causa transalpina rivelandosi suo malgrado, in questa occasione, il punto debole della squadra.

### Il titolo in MX2
Anno della sua incoronazione quale Campione del Mondo MX2, anche e soprattutto grazie alla contemporanea uscita di scena causa infortunio del suo compagno-rivale Jeffrey Herlings, fratturatosi la gamba durante un evento motociclistico benefico corso in Belgio. Fino a quel momento infatti Herlings era saldamente al comando della classifica con 12 GP vinti su 13 (il restante saltato causa infortunio) frutto di altrettante "doppiette". Il campionato si risolverà con un'entusiasmante ultima tappa nella città di León in Messico con Tixier che riuscirà a beffare il compagno per soli 4 punti regalando una ultima manche ricca di emozioni. 
Ancora una volta la grande costanza di risultati, di questo arcigno pilota transalpino si sono rivelate quanto mai provvidenziali per la conquista del suo primo insperato Campionato Mondiale MX2.

### Passaggio in MXGP
Rimane in MX2 anche nel 2015 dove pur non vincendo, conquista nove piazzamenti a podio e chiude ottavo. Dal 2016 al 2023 gareggia in MXGP senza riuscire a ripetere le prestazioni della categoria inferiore. Nel 2024 prende parte all'edizione inaugurale del campionato indiano Supercross, vincendo due prove.

## Tabella risultati (MX2)
| Anno                        | Casa Motociclistica         | Modello                     | Mondiale Motocross | Mondiale Motocross | Mondiale Motocross | MdN | Francese | Supercross | Supercross | Titoli |
| --------------------------- | --------------------------- | --------------------------- | ------------------ | ------------------ | ------------------ | --- | -------- | ---------- | ---------- | ------ |
| Anno                        | Casa Motociclistica         | Modello                     | MXGP               | MX1                | MX2                | MdN | Francese | Europeo    | Inglese    | Titoli |
| 2011                        | KTM                         | SX-F 250                    | -                  | -                  | 13º                | -   | -        | -          | -          | -      |
| 2012                        | KTM                         | SX-F 250                    | -                  | -                  | 5º                 | -   | -        | -          | -          | -      |
| 2013                        | KTM                         | SX-F 250                    | -                  | -                  | 2º                 | 5º  | -        | -          | -          | -      |
| 2014                        | KTM                         | SX-F 250                    | -                  | -                  | 1º                 | -   | -        | -          | -          | 1      |
| 2015                        | Kawasaki                    | KX-F 250                    | -                  | -                  | 8º                 | -   | -        | -          | -          | -      |
| Computo Totale Titoli Vinti | Computo Totale Titoli Vinti | Computo Totale Titoli Vinti | 0                  | 0                  | 1                  | 0   | 0        | 0          | 0          | 1      |

## Vita privata
Jordi Tixier ha un fratello, Léo di 13 anni, che,  poco prima dell'ultima tappa del mondiale 2014 ha avuto un grave incidente, nel quale ha perso l'uso degli arti inferiori. Molto sensibile all'accaduto Jordi ha dedicato allo sfortunato fratello il mondiale MX2 recentemente conquistato.